# Catherine Stihler

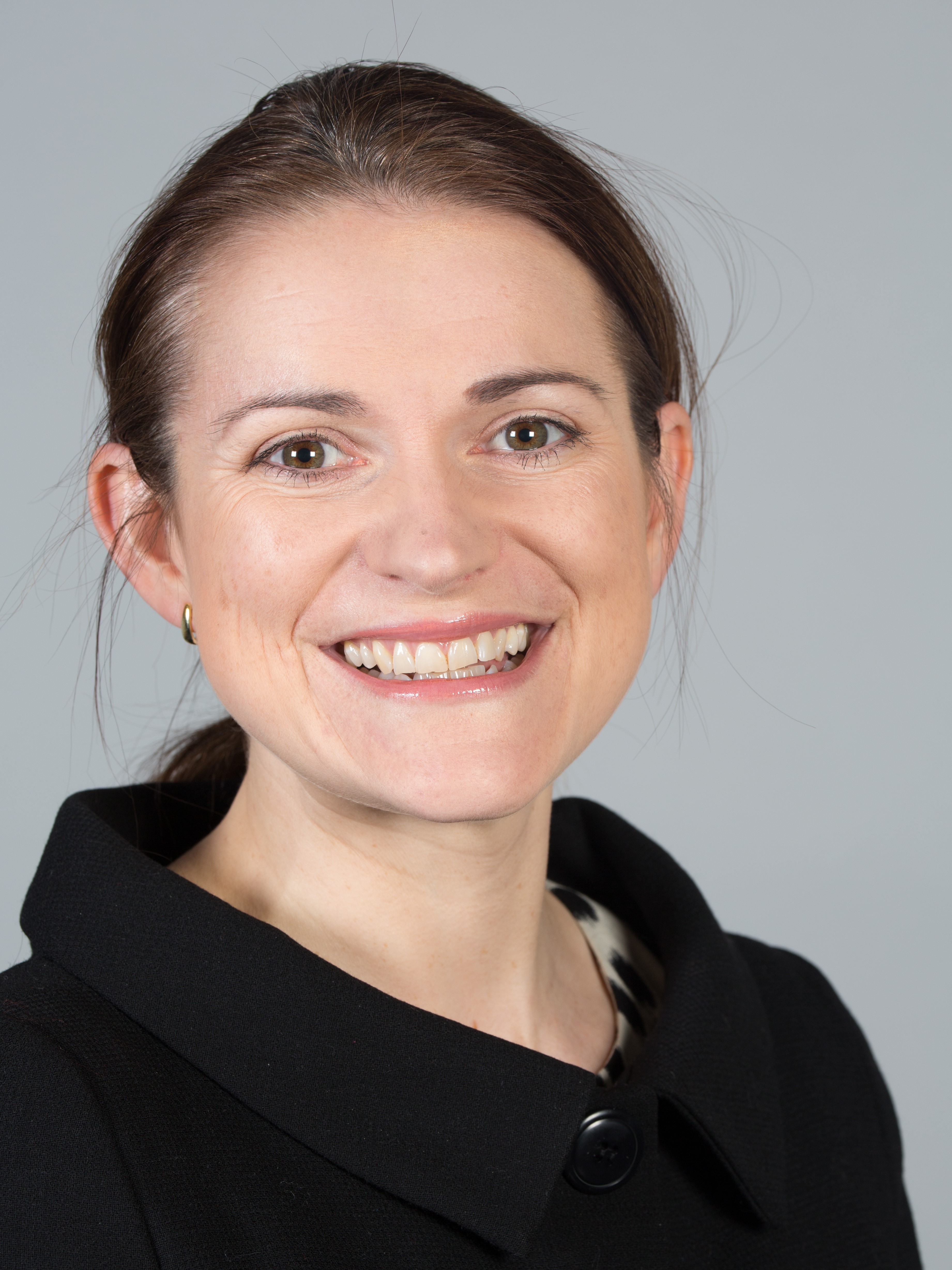
Catherine Stihler (2014)

Catherine Stihler OBE (* 30. Juli 1973 in Bellshill) ist eine britische Managerin, die unter anderem als Geschäftsführerin der Non-Profit-Organisationen Open Knowledge Foundation und Creative Commons tätig war. Zuvor war sie 10 Jahre lang Europaabgeordnete für die Labour Party für Schottland in der Sozialdemokratischen Fraktion im Europäischen Parlament.

## Leben
Stihler erreichte 1996 den Grad eines Magister artium für Geographie und Internationale Beziehungen an der Universität St Andrews und 1998 eines M.Litt für Internationale Sicherheit, ebenfalls an der Universität St Andrews. Stihler war 1997–1999 als Politologin für Anne Begg, Mitglied des Unterhauses tätig.
Von 2014 bis 2017 war sie Rektorin der University of St Andrews.

## Politik
Stihler ist Mitglied der Labour Party. Sie war innerhalb der Partei 1995–1997 Vertreterin der Labour-Jugend im Landesvorstand der Labour Party und wurde 1997 Parlamentskandidatin für den Wahlkreis Angus. Im europäischen Parlament wurde sie 1999 Sprecherin ihrer Partei für Fischerei und 2004 für regionale Entwicklung. 1999 gründete Stihler Kampagne für parlamentarische Reform mit. Sie war 2000–2002 Vorsitzende der interfraktionellen Arbeitsgruppe für Volksgesundheit, ist seit 2002 Vorsitzende der Interessengruppe Multiple Sklerose. Seit 2004 ist sie die stellvertretende Vorsitzende der Labour Party im Europäischen Parlament. Von 2003 bis 2005 war sie Vertreterin der Mitglieder des Europäischen Parlaments im Vorstand der Labour Party in Schottland (2000–2001) und gibt seit 2002 das „Parliament Magazine“ mit heraus. Sie ist Mitglied der Gewerkschaft Amicus, der Co-operative Party und der Fabian Society. Sie war Mitglied im Ausschuss für regionale Entwicklung und im Fischereiausschuss.
Im Januar 2019 legte sie ihr Amt nieder um Geschäftsführerin der Open Knowledge Foundation mit Sitz in London zu werden. Von 2020 bis Ende 2023 war sie als Geschäftsführerin von Creative Commons tätig.
Sie trägt den Verdienstorden Order of the British Empire, der ihr zum 2019 Queen’s Birthday Honours übergeben wurde. 2022 wurde Stihler in die Royal Society of Edinburgh gewählt.